# 梁碧友
梁碧友（越南语：／、粵語：Leung Bik Yau；1984年9月1日—），越南華裔流行音樂女歌手。

## 生平
梁碧友生於胡志明市第五郡，為越南華人，家中上有三姐，下有一妹。
梁碧友原為女子偶像團體H.A.T中的一員，后單飛發展。由於其華人身份，故在越南華人群體中尤為受歡迎。第一張專輯便是《中華姑娘》（越南语：／）。

## 專輯
- 越南语：／（中華姑娘）, 2005
- Ây Da Ây Da（哎呀哎呀）, 2007
- It's Not Over, 2008
- 越南语：／, 2009
- Story Of Time, 2010
- 越南语：／, 2011
- Lương Bích Hữu Collection 2011（合集）, 2011
- 越南语：／（我愛你）, 2012
- 越南语：／, 2012
- 越南语：／（姑娘帥哥）, 2012
- 越南语：／（學著獨行）, 2013